# Ferenc Deák (fotbalista)
Ferenc Deák (16. ledna 1922, Budapešť – 18. dubna 1998, Budapešť) byl maďarský fotbalista.
Hrál jako útočník hlavně za Szentlőrinci AC, Ferencváros a Újpest, 3× byl králem střelců maďarské ligy.

## Hráčská kariéra
Ferenc Deák hrál jako útočník za Szentlőrinci AC, Ferencvárosi TC, Újpesti Dózsa, Egyetértés, Spartacus Budapešť a BFC Siófok. V reprezentaci odehrál 20 zápasů a dal 29 gólů.

## Úspěchy

### Klub
Ferencváros
- Maďarská liga: 1948-1949

### Individuální
- Král střelců maďarské ligy: 1945-46 (66 gólů, historický rekord), 1946-47 (48 gólů), 1948-49 (59 gólů)
- Maďarský fotbalista roku: 1946